# بري شارب
بري شارب (بالإنجليزية: Bree Sharp)‏ هي ملحنة ومغنية مؤلفة ومغنية أمريكية، ولدت في 17 ديسمبر 1975 في فيلادلفيا في الولايات المتحدة.

## وصلات خارجية
- بري شارب على موقع IMDb (الإنجليزية)
- بري شارب على موقع ميوزك برينز (الإنجليزية)
- بري شارب على موقع ديسكوغز (الإنجليزية)